# Molí de Rivert (Conca de Dalt)
El Molí de Rivert és una obra de Conca de Dalt (Pallars Jussà) protegida com a Bé Cultural d'Interès Local.

## Descripció
El molí d'en Rivert està format per tres cossos principals situats a diferents nivells per tal d'aprofitar el salt d'aigua que es produeix al final de la bassa que se situa entre el cementiri i a la plaça Major de Rivert. De ben segur es tracta del resultat de diferents afegits i reformes al llarg del temps.
Encara es conserva la maquinària i utillatge (premsa, moles, ...) que es necessitava pel seu funcionament. En el nivell intermedi s'hi situava el molí de farina i a l'inferior el d'oli, a més dels mecanismes necessaris per transmetre la força que genera el salt d'aigua.
Les parets de tancament són de pedra del país carejada i irregular, en alguns casos s'ha emprat pedra tosca. Les característiques constructives i tipològiques responen a la construcció tradicional del lloc. Les teulades eren formades a base de bigues i llates de fusta i per damunt la teula àrab.
Els tres cossos edificats s'uneixen per la paret de llevant i sota cadascun d'ells hi ha les voltes que s'endinsen en la roca fins a arribar a la canonada d'aigua.
La bassa, situada a la plaça Major, el sobreeixidor que va per sota l'edificació i les comportes que permeten regular el cabal d'aigua de tot el sistema hidràulic són elements essencials d'aquest molí.